# Saison 2017-2018 du Stade toulousain
Cette page présente la saison 2017-2018  du Stade toulousain en Top 14 et en Challenge européen.
Cette saison est marquée par le changement de président à la tête du club, Didier Lacroix remplace Jean-René Bouscatel, par le départ de Fabien Pelous de son poste de directeur sportif (pour travailler au sein du centre de formation) et par une nouvelle vague de départ parmi les joueurs historiques du club : Grégory Lamboley (après 17 saisons dans le groupe professionnel), Patricio Albacete (11 saisons), Thierry Dusautoir (11 saisons), Census Johnston (9 saisons) ou encore Jean-Baptiste Élissalde (8 saisons en tant que joueur puis 7 saisons en tant qu'entraîneur des arrières).
Pour sa première participation au Challenge européen, le Stade toulousain ne parvient pas à sortir de sa poule, terminant à la seconde place avec trois victoires. En Top 14, le club termine à la troisième place de la saison régulière et retrouve les phases finales. Les Toulousains perdent cependant leur match de barrage à domicile face au Castres olympique (11-23).
L'arrivée de nouvelles recrues ayant réalisé une bonne saison (Charlie Faumuina, Zack Holmes, Cheslin Kolbe, Thomas Ramos ou encore Antoine Dupont) ainsi qu'un calendrier moins dense dû à l'absence du club de la coupe d'Europe, permet aux Stadistes de réaliser une bonne saison régulièrement en championnat avec 16 victoires et un retour en tête de classement.

## Transferts

### Jokers
| Nom             | Poste         | Nationalité sportive | Joker de                        | Nature du joker | Dernier club       | Mois d'arrivée | Prolongation |
| --------------- | ------------- | -------------------- | ------------------------------- | --------------- | ------------------ | -------------- | ------------ |
| Daniel Mienie   | Pilier        | Afrique du Sud       | Cyril Baille puis Lucas Pointud | Médical         | Cheetahs           | juin 2017      | Oui          |
| David Roumieu   | Talonneur     | France               | Julien Marchand                 | Médical         | Biarritz olympique | août 2017      | Oui          |
| Wandile Mjekevu | Ailier        | Afrique du Sud       | Arthur Bonneval                 | Médical         | Southern Kings     | août 2017      | Non          |
| Anthony Méric   | Demi de mêlée | France               | Antoine Dupont                  | Médical         | RC Toulon          | février 2018   | Non          |

## Équipe professionnelle

### Effectif
L'effectif professionnel de la saison 2017-2018 compte dix-sept joueurs formés au club. Dix-neuf joueurs internationaux figurent dans l'équipe dont treize français, et chacun des postes de l'équipe de France pourrait être occupé par un joueur toulousain.
| Nom                  | Poste                  | Naissance         | Nationalité sportive | Sélections           | Dernier club          | Arrivée au club (année) | Âge d'arrivée au club |
| -------------------- | ---------------------- | ----------------- | -------------------- | -------------------- | --------------------- | ----------------------- | --------------------- |
| Leonardo Ghiraldini  | Talonneur              | 26 décembre 1984  | Italie               | 92 (25)              | Leicester Tigers      | 2016                    | 31 ans                |
| Julien Marchand      | Talonneur              | 10 mai 1995       | France               | France -20           | Formé au club         | 2009                    | 14 ans                |
| Peato Mauvaka        | Talonneur              | 10 janvier 1997   | France               | France -20           | Formé au club         | 2012                    | 15 ans                |
| David Roumieu        | Talonneur              | 15 septembre 1981 | France               | -                    | Biarritz olympique    | 2017                    | 35 ans                |
| Dorian Aldegheri     | Pilier                 | 4 août 1993       | France               | -                    | Formé au club         | 2007                    | 14 ans                |
| Cyril Baille         | Pilier                 | 15 septembre 1993 | France               | 8 (0)                | Formé au club         | 2009                    | 16 ans                |
| Daniel Brennan       | Pilier                 | 23 septembre 1998 | France               | France -20           | Formé au club         | 2014                    | 16 ans                |
| Clément Castets      | Pilier                 | 5 mai 1996        | France               | France -20           | Formé au club         | 2016                    | 20 ans                |
| Maxime Duprat        | Pilier                 | 6 juin 1998       | France               | France -18           | Formé au club         | 2008                    | 10 ans                |
| Maks van Dyk         | Pilier                 | 21 janvier 1992   | Afrique du Sud       | Afrique du Sud -20   | Cheetahs              | 2016                    | 24 ans                |
| Charlie Faumuina     | Pilier                 | 24 décembre 1986  | Nouvelle-Zélande     | 46 (20)              | Blues                 | 2017                    | 30 ans                |
| Daniel Mienie        | Pilier                 | 1er mars 1991     | Afrique du Sud       | -                    | Cheetahs              | 2017                    | 26 ans                |
| Rodrigue Neti        | Pilier                 | 28 avril 1995     | France               | France -20           | Formé au club         | 2012                    | 17 ans                |
| Lucas Pointud        | Pilier                 | 18 janvier 1988   | France               | 2 (0)                | CA Brive              | 2017                    | 29 ans                |
| Rynhardt Elstadt     | Deuxième ligne         | 20 décembre 1989  | Afrique du Sud       | Afrique du Sud -20   | Stormers              | 2017                    | 27 ans                |
| Richie Gray          | Deuxième ligne         | 24 août 1989      | Écosse               | 64 (15)              | Castres olympique     | 2016                    | 26 ans                |
| Yoann Maestri        | Deuxième ligne         | 14 janvier 1988   | France               | 59 (5)               | RC Toulon             | 2009                    | 21 ans                |
| Iosefa Tekori        | Deuxième ligne         | 17 décembre 1983  | Samoa                | 34 (20)              | Castres olympique     | 2013                    | 29 ans                |
| Florian Verhaeghe    | Deuxième ligne         | 31 mai 1997       | France               | France -20           | Formé au club         | 2014                    | 17 ans                |
| Louis-Benoît Madaule | Troisième ligne aile   | 24 septembre 1988 | France               | France -20           | Union Bordeaux-Bègles | 2017                    | 28 ans                |
| Carl Axtens          | Troisième ligne aile   | 26 août 1991      | Nouvelle-Zélande     | Nouvelle-Zélande -20 | Bay of Plenty         | 2016                    | 24 ans                |
| Talalelei Gray       | Troisième ligne aile   | 28 février 1990   | Australie            | Australie 7          | Waratahs              | 2015                    | 25 ans                |
| Semi Kunatani        | Troisième ligne aile   | 27 octobre 1990   | Fidji                | 3 (5)                | Fidji 7               | 2015                    | 24 ans                |
| Selevasio Tolofua    | Troisième ligne aile   | 31 mai 1997       | France               | France -20           | Formé au club         | 2007                    | 10 ans                |
| François Cros        | Troisième ligne centre | 25 mars 1994      | France               | France -20           | Formé au club         | 2009                    | 15 ans                |
| Piula Faasalele      | Troisième ligne centre | 22 janvier 1988   | Samoa                | 12 (10)              | Castres olympique     | 2016                    | 28 ans                |
| Gillian Galan        | Troisième ligne centre | 7 août 1991       | France               | France -20           | Formé au club         | 2007                    | 16 ans                |
| Sébastien Bézy       | Demi de mêlée          | 22 novembre 1991  | France               | 5 (0)                | Formé au club         | 2006                    | 15 ans                |
| Antoine Dupont       | Demi de mêlée          | 15 novembre 1996  | France               | 5 (0)                | Castres olympique     | 2017                    | 20 ans                |
| Jean-Marc Doussain   | Demi d'ouverture       | 12 février 1991   | France               | 17 (41)              | Formé au club         | 2007                    | 17 ans                |
| Zack Holmes          | Demi d'ouverture       | 30 mai 1990       | Australie            | Australie 7          | Stade rochelais       | 2017                    | 26 ans                |
| Romain Ntamack       | Demi d'ouverture       | 1er mai 1999      | France               | France -20           | Formé au club         | 2009                    | 10 ans                |
| Tristan Tedder       | Demi d'ouverture       | 17 avril 1996     | Afrique du Sud       | -                    | Natal Sharks          | 2016                    | 20 ans                |
| Yann David           | Centre                 | 15 avril 1988     | France               | 4 (0)                | CS Bourgoin-Jallieu   | 2009                    | 21 ans                |
| Gaël Fickou          | Centre                 | 26 mars 1994      | France               | 32 (30)              | Formé au club         | 2012                    | 18 ans                |
| Florian Fritz        | Centre                 | 17 janvier 1984   | France               | 34 (24)              | CS Bourgoin-Jallieu   | 2004                    | 20 ans                |
| Jarrod Poï           | Centre                 | 22 février 1994   | Nouvelle-Zélande     | -                    | Tarbes Pyrénées       | 2015                    | 21 ans                |
| Arthur Bonneval      | Ailier                 | 31 mai 1995       | France               | France -20           | Formé au club         | 2001                    | 6 ans                 |
| Sofiane Guitoune     | Ailier                 | 29 mars 1989      | France               | 5 (15)               | Bordeaux              | 2016                    | 27 ans                |
| Yoann Huget          | Ailier                 | 2 juin 1987       | France               | 51 (40)              | Bayonne               | 2012                    | 25 ans                |
| Wandile Mjekevu      | Ailier                 | 7 janvier 1991    | Afrique du Sud       | Afrique du Sud -20   | Southern Kings        | 2017                    | 26 ans                |
| Paul Perez           | Ailier                 | 26 juillet 1986   | Samoa                | 22 (20)              | Natal Sharks          | 2015                    | 29 ans                |
| Lucas Tauzin         | Ailier                 | 21 mai 1998       | France               | France - 20          | Formé au club         | 2016                    | 17 ans                |
| Cheslin Kolbe        | Arrière                | 28 octobre 1993   | Afrique du Sud       | Afrique du Sud 7     | Stormers              | 2017                    | 23 ans                |
| Maxime Médard        | Arrière                | 16 novembre 1986  | France               | 46 (63)              | Formé au club         | 2004                    | 14 ans                |
| Thomas Ramos         | Arrière                | 23 juillet 1995   | France               | France -20           | Colomiers Rugby       | 2012                    | 18 ans                |

### Capitaines
Après la fin de carrière de Thierry Dusautoir, Iosefa Tekori est nommé capitaine de l'équipe en début de saison par Ugo Mola et son staff. C'est finalement Florian Fritz qui est le plus souvent capitaine de l'équipe, notamment lors des matches où Tekori et Fritz sont tous les deux titulaires.

### Débuts professionnels
| Nom             | Poste            | Date              | Adversaire    | Stade           | Âge    | Compétition        | Matches (points) |
| --------------- | ---------------- | ----------------- | ------------- | --------------- | ------ | ------------------ | ---------------- |
| Clément Castets | Pilier           | 26 août 2017      | US Oyonnax    | Charles-Mathon  | 21 ans | Top 14             | 9 (0)            |
| Romain Ntamack  | Demi d'ouverture | 30 septembre 2017 | SU Agen       | Ernest-Wallon   | 18 ans | Top 14             | 9 (21)           |
| Lucas Tauzin    | Ailier           | 13 octobre 2017   | Sale Sharks   | AJ Bell Stadium | 19 ans | Challenge européen | 6 (0)            |
| Maxime Duprat   | Pilier           | 14 janvier 2018   | Cardiff Blues | Arms Park       | 19 ans | Challenge européen | 1 (0)            |
| Daniel Brennan  | Pilier           | 5 mai 2018        | ASM Clermont  | Marcel Michelin | 19 ans | Top 14             | 1 (0)            |

### Staff
Le staff d'encadrement de l'équipe professionnelle du Stade toulousain est celui-ci :

#### Entraîneurs
| Nom                  | Rôle                                                   | Nationalité sportive | Ancien Club      | Ancienne fonction    | Ancien joueur du club | Année d'arrivée |
| -------------------- | ------------------------------------------------------ | -------------------- | ---------------- | -------------------- | --------------------- | --------------- |
| Ugo Mola             | Entraîneur en chef                                     | France               | SC Albi          | Entraîneur principal | Oui                   | 2015            |
| William Servat       | Entraîneur des avants                                  | France               | Stade toulousain | Joueur               | Oui                   | 2012            |
| Jean Bouilhou        | Entraîneur de la touche                                | France               | Section paloise  | Joueur               | Oui                   | 2016            |
| Pierre-Henry Broncan | Entraîneur de la défense et responsable du recrutement | France               | Tarbes           | Entraîneur principal | Non                   | 2015            |

#### Staff médical
- Philippe Izard (médecin)
- Michel Laurent (médecin)
- Bruno Jouan (kinésithérapeute, ostéopathe)
- Benoît Castéra (kinésithérapeute)

#### Préparateurs physiques
- Alexandre Marco
- Robert Froissart (ancien athlète français)
- Zeba Traoré (ancien sprinteur du Burkina Faso)
- Saad Drissi
- Simon Barrué

#### Secteur vidéo
- Frédéric Gabas
- Laurent Thuéry (qui joue également en Fédérale 1 à l'Avenir valencien)

## Calendrier et résultats
| Date du match     | Domicile              | Extérieur             | Score (bonus)     | Lieu du match           | Catégorie              | Classement |
| ----------------- | --------------------- | --------------------- | ----------------- | ----------------------- | ---------------------- | ---------- |
| 4 août 2017       | Stade toulousain      | Colomiers rugby       | 33 - 28           | Stade Ernest-Wallon     | Amical                 | -          |
| 18 août 2017      | Stade toulousain      | Racing 92             | 19 - 14           | Stade François-Sarrat   | Amical                 | -          |
| 26 août 2017      | US Oyonnax            | Stade toulousain      | 23 - 23           | Stade Charles-Mathon    | 1re journée de Top 14  | 7          |
| 2 septembre 2017  | Stade toulousain      | Section paloise       | 23 - 19 (BD)      | Stade Ernest-Wallon     | 2e journée de Top 14   | 4          |
| 9 septembre 2017  | RC Toulon             | Stade toulousain      | 20 - 16 (BD)      | Stade Mayol             | 3e journée de Top 14   | 8          |
| 16 septembre 2017 | Stade toulousain      | Stade français Paris  | (BO) 53 - 17      | Stade Ernest-Wallon     | 4e journée de Top 14   | 5          |
| 23 septembre 2017 | CA Brive              | Stade toulousain      | (BD) 19 - 22      | Stade Amédée-Domenech   | 5e journée de Top 14   | 4          |
| 30 septembre 2017 | Stade toulousain      | SU Agen               | 30 - 10           | Stade Ernest-Wallon     | 6e journée de Top 14   | 4          |
| 8 octobre 2017    | Stade toulousain      | ASM Clermont          | 28 - 18           | Stade Ernest-Wallon     | 7e journée de Top 14   | 3          |
| 13 octobre 2017   | Sale Sharks           | Stade toulousain      | 20 - 20           | AJ Bell Stadium         | 1re journée de l'ERCC2 | 3          |
| 20 octobre 2017   | Stade toulousain      | Cardiff Blues         | (BD) 15 - 17      | Stade Ernest-Wallon     | 2e journée de l'ERCC2  | 3          |
| 29 octobre 2017   | Stade rochelais       | Stade toulousain      | 37 - 21           | Stade Marcel-Deflandre  | 8e journée de Top 14   | 5          |
| 4 novembre 2017   | Stade toulousain      | Union Bordeaux-Bègles | 38 - 37 (BD)      | Stade Ernest-Wallon     | 9e journée de Top 14   | 4          |
| 18 novembre 2017  | Montpellier HR        | Stade toulousain      | (BO) 32 - 22      | Altrad Stadium          | 10e journée de Top 14  | 5          |
| 26 novembre 2017  | Lyon OU               | Stade toulousain      | 9 - 17            | Matmut Stadium Gerland  | 11e journée de Top 14  | 5          |
| 2 décembre 2017   | Stade toulousain      | Castres Olympique     | 31 - 41           | Stade Ernest-Wallon     | 12e journée de Top 14  | 6          |
| 7 décembre 2017   | Stade toulousain      | Lyon OU               | (BO) 30 - 23 (BD) | Stade Ernest-Wallon     | 3e journée de l'ERCC2  | 2          |
| 16 décembre 2017  | Lyon OU               | Stade toulousain      | 21 - 11           | Matmut Stadium Gerland  | 4e journée de l'ERCC2  | 3          |
| 22 décembre 2017  | Racing 92             | Stade toulousain      | 23 - 19 (BD)      | U Arena                 | 13e journée de Top 14  | 6          |
| 30 décembre 2017  | Stade toulousain      | RC Toulon             | 18 - 13 (BD)      | Stade Ernest-Wallon     | 14e journée de Top 14  | 6          |
| 7 janvier 2018    | Section paloise       | Stade toulousain      | 11 - 10 (BD)      | Stade du Hameau         | 15e journée de Top 14  | 6          |
| 14 janvier 2018   | Cardiff Blues         | Stade toulousain      | 18 - 13 (BD)      | Cardiff Arms Park       | 5e journée de l'ERCC2  | 4          |
| 20 janvier 2018   | Stade toulousain      | Sale Sharks           | (BO) 28 - 21 (BD) | Stade Ernest-Wallon     | 6e journée de l'ERCC2  | 2          |
| 27 janvier 2018   | Stade toulousain      | US Oyonnax            | (BO) 37 - 15      | Stade Ernest-Wallon     | 16e journée de Top 14  | 6          |
| 17 février 2018   | SU Agen               | Stade toulousain      | 25 - 52 (BO)      | Stade Armandie          | 17e journée de Top 14  | 5          |
| 25 février 2018   | Stade toulousain      | CA Brive              | (BO) 45 - 28      | Stade Ernest-Wallon     | 18e journée de Top 14  | 3          |
| 3 mars 2018       | Union Bordeaux-Bègles | Stade toulousain      | 19 - 25           | Stade Matmut Atlantique | 19e journée de Top 14  | 3          |
| 11 mars 2018      | Stade toulousain      | Lyon OU               | 20 - 27           | Stade Ernest-Wallon     | 20e journée de Top 14  | 4          |
| 18 mars 2018      | Stade toulousain      | Montpellier HR        | 22 - 14           | Stade Ernest-Wallon     | 21e journée de Top 14  | 3          |
| 24 mars 2018      | Stade français Paris  | Stade toulousain      | 33 (BD) - 37      | Stade Jean-Bouin        | 22e journée de Top 14  | 3          |
| 7 avril 2018      | Castres Olympique     | Stade toulousain      | 28 - 23 (BD)      | Stade Pierre-Antoine    | 23e journée de Top 14  | 3          |
| 15 avril 2018     | Stade toulousain      | Racing 92             | 42 - 27           | Stade Ernest-Wallon     | 24e journée de Top 14  | 2          |
| 29 avril 2018     | Stade toulousain      | Stade rochelais       | 19 - 14 (BD)      | Stade Ernest-Wallon     | 25e journée de Top 14  | 3          |
| 5 mai 2018        | ASM Clermont          | Stade toulousain      | 36 - 26           | Stade Marcel-Michelin   | 26e journée de Top 14  | 3          |
| 19 mai 2018       | Stade toulousain      | Castres Olympique     | 11 - 23           | Stade Ernest-Wallon     | Barrage de Top 14      | Éliminé    |

### Classements

#### Top 14
| Rang | Club                  | J  | V  | N | D  | Bo | Bd | Pm  | Pe  | Diff | Pts |
| ---- | --------------------- | -- | -- | - | -- | -- | -- | --- | --- | ---- | --- |
| 1    | Montpellier HR        | 26 | 17 | 0 | 9  | 12 | 1  | 752 | 559 | +193 | 81  |
| 2    | Racing 92             | 26 | 18 | 0 | 8  | 5  | 3  | 622 | 478 | +144 | 80  |
| 3    | Stade toulousain      | 26 | 16 | 1 | 9  | 4  | 4  | 719 | 595 | +124 | 74  |
| 4    | RC Toulon             | 26 | 14 | 0 | 12 | 9  | 8  | 766 | 507 | +259 | 73  |
| 5    | Lyon OU               | 26 | 15 | 0 | 11 | 7  | 3  | 689 | 541 | +148 | 70  |
| 6    | Castres olympique     | 26 | 15 | 0 | 11 | 4  | 5  | 638 | 624 | +14  | 69  |
| 7    | Stade rochelais       | 26 | 14 | 1 | 11 | 6  | 3  | 686 | 531 | +155 | 67  |
| 8    | Section paloise       | 26 | 15 | 0 | 11 | 2  | 4  | 590 | 584 | +6   | 66  |
| 9    | ASM Clermont (T)      | 26 | 11 | 1 | 14 | 4  | 4  | 629 | 687 | -58  | 54  |
| 10   | Union Bordeaux Bègles | 26 | 10 | 1 | 15 | 2  | 4  | 557 | 623 | -66  | 48  |
| 11   | SU Agen (P)           | 26 | 10 | 0 | 16 | 2  | 4  | 537 | 757 | -220 | 46  |
| 12   | Stade français Paris  | 26 | 9  | 0 | 17 | 2  | 4  | 540 | 740 | -200 | 42  |
| 13   | Oyonnax Rugby (P)     | 26 | 7  | 3 | 16 | 1  | 4  | 566 | 824 | -258 | 39  |
| 14   | CA Brive              | 26 | 7  | 1 | 18 | 1  | 5  | 485 | 726 | -241 | 36  |

Évolution du classement du Stade toulousain en fonction de la journée de championnat :

#### Challenge Européen
| Rang | Équipe           | J | V | N | D | Em | Ee | Bo | Bd | Pm  | Pe  | Diff | Pts |
| ---- | ---------------- | - | - | - | - | -- | -- | -- | -- | --- | --- | ---- | --- |
| 1    | Cardiff Blues    | 6 | 5 | 0 | 1 | 9  | 8  | 1  | 0  | 99  | 95  | +4   | 21  |
| 2    | Stade toulousain | 6 | 2 | 1 | 3 | 10 | 10 | 2  | 2  | 117 | 120 | -3   | 14  |
| 3    | Sale Sharks      | 6 | 2 | 1 | 3 | 9  | 7  | 0  | 2  | 110 | 102 | +8   | 12  |
| 4    | Lyon OU          | 6 | 2 | 0 | 4 | 11 | 14 | 0  | 3  | 121 | 130 | -9   | 11  |

## Statistiques

### En Top 14

#### Meilleur réalisateur

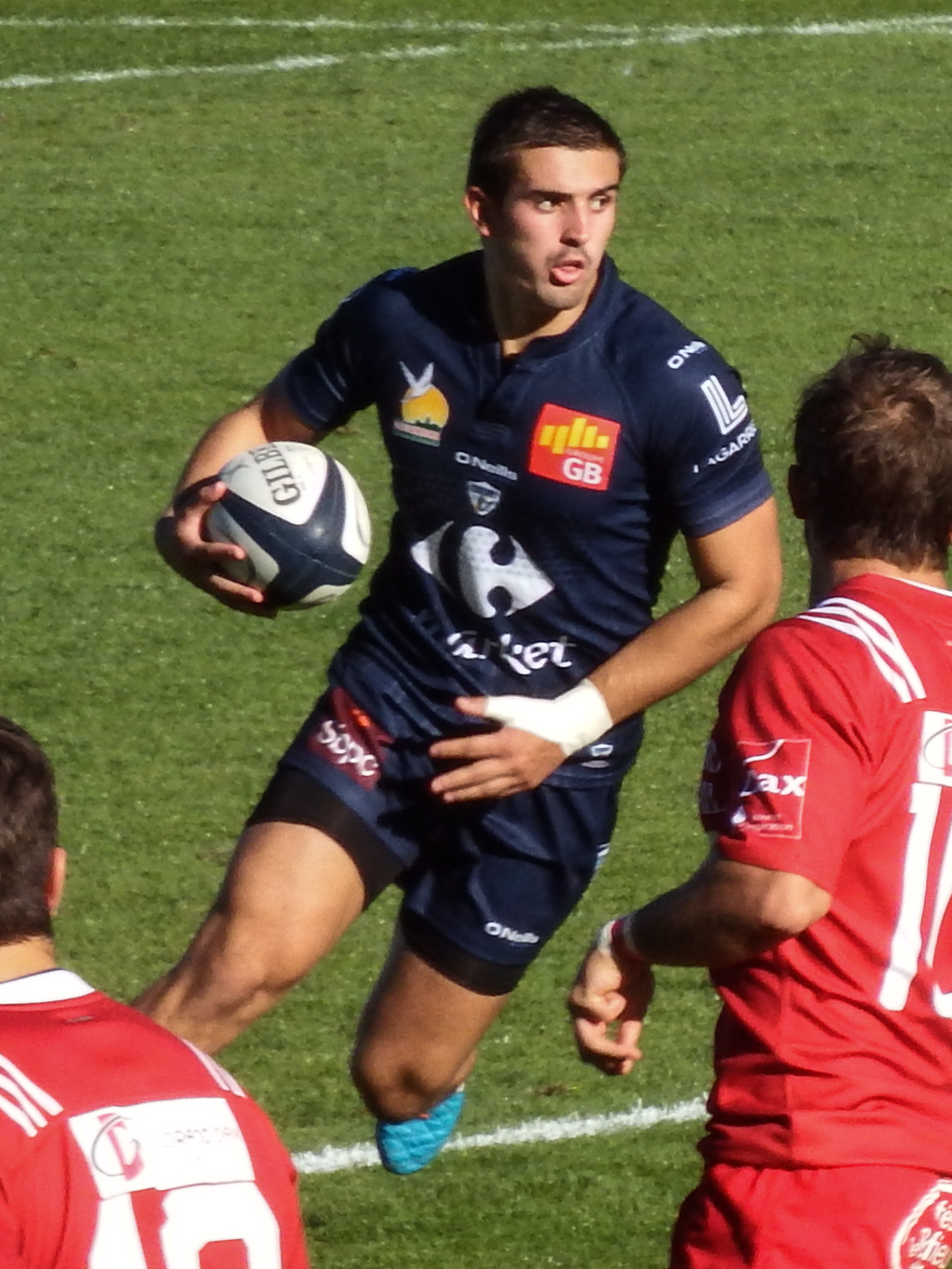
Thomas Ramos
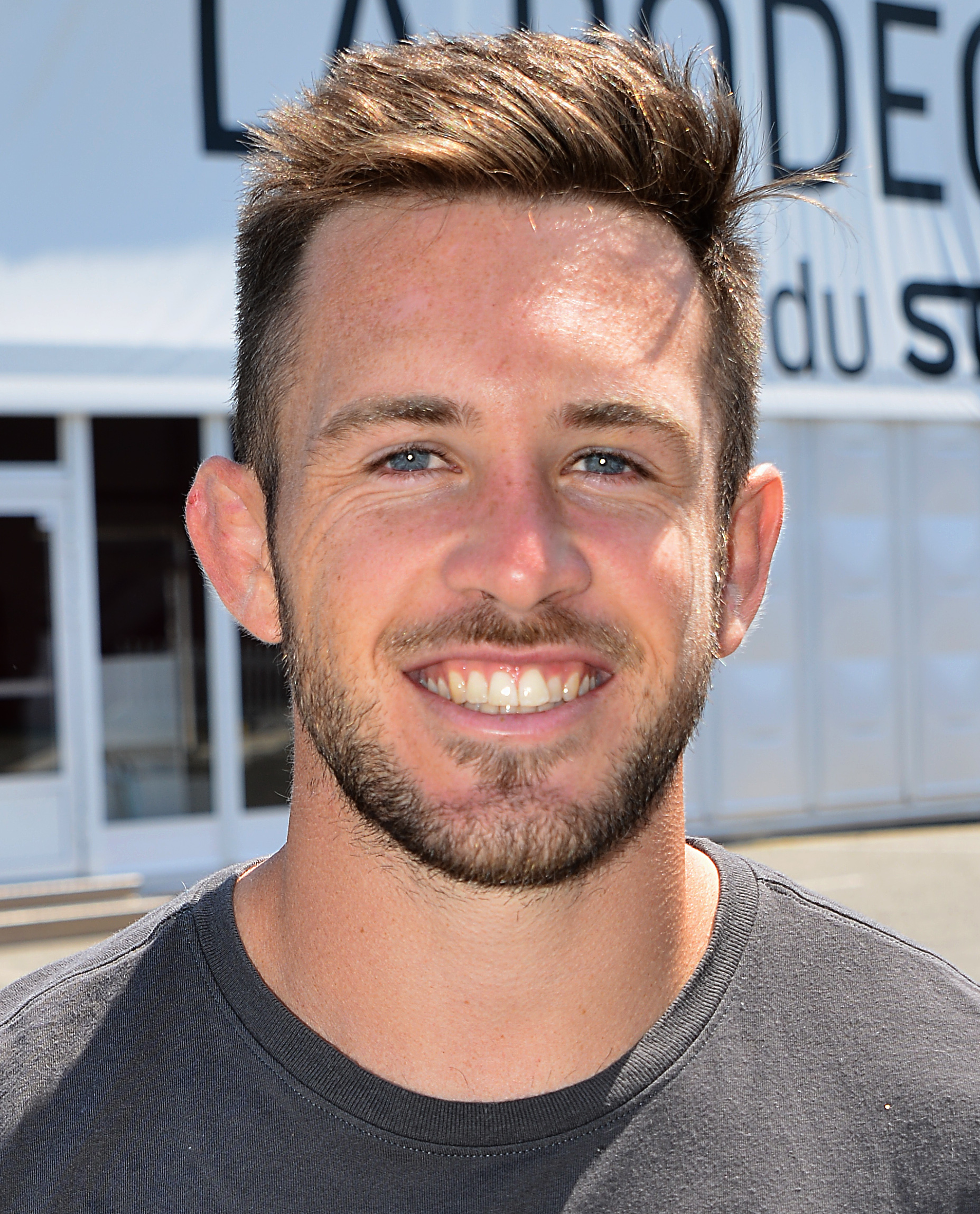
Zack Holmes
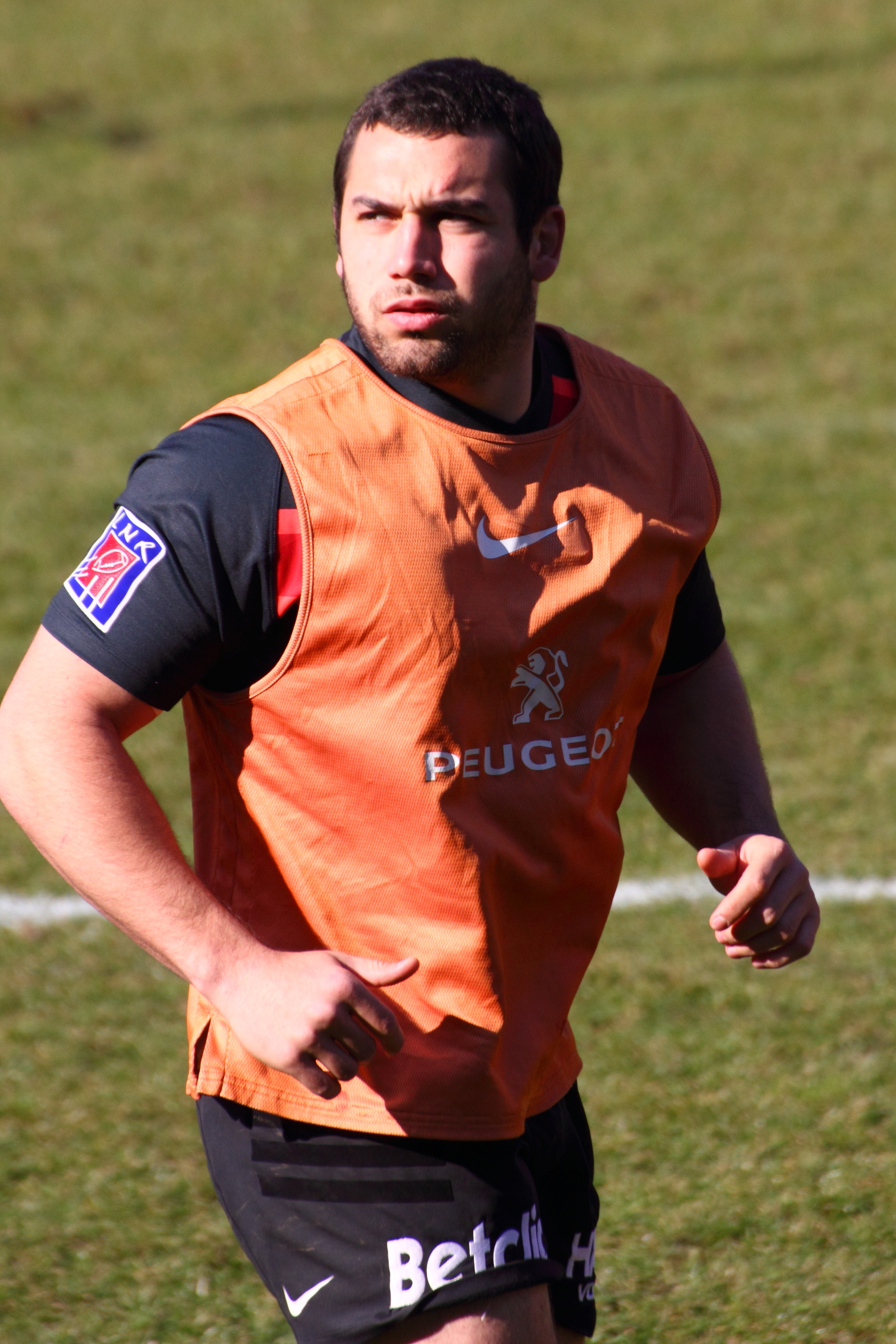
Jean-Marc Doussain

| Rang | Joueur             | Poste            | Points | Essais | Transf. | Pén. | Drops |
| ---- | ------------------ | ---------------- | ------ | ------ | ------- | ---- | ----- |
| 1    | Thomas Ramos       | Arrière          | 277    | 6      | 50      | 49   | 0     |
| 2    | Zack Holmes        | Demi d'ouverture | 74     | 6      | 7       | 7    | 3     |
| 3    | Jean-Marc Doussain | Demi d'ouverture | 24     | 0      | 6       | 4    | 0     |
| 4    | Romain Ntamack     | Demi d'ouverture | 2      | 0      | 1       | 0    | 0     |

#### Meilleur marqueur

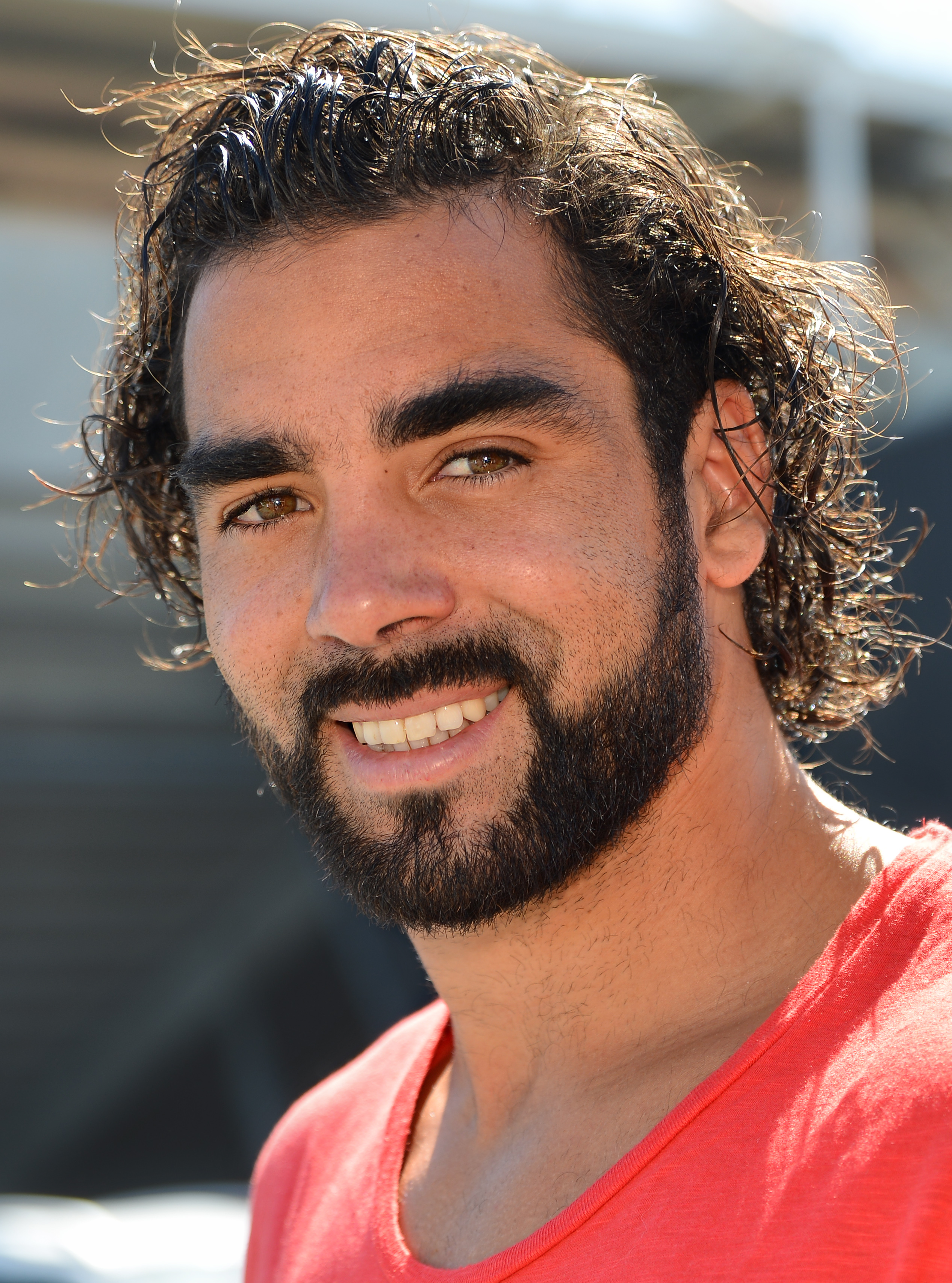
Yoann Huget
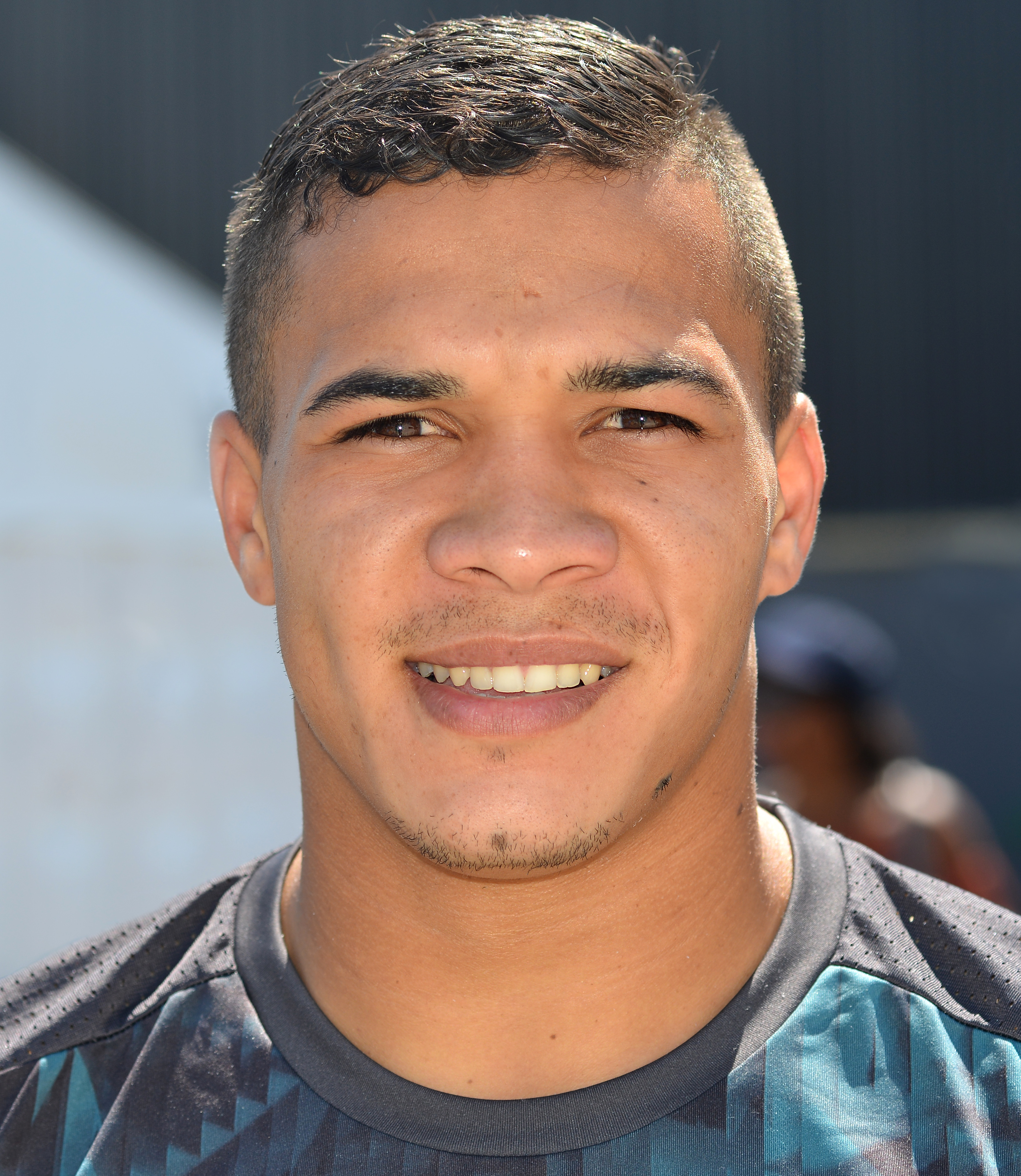
Cheslin Kolbe
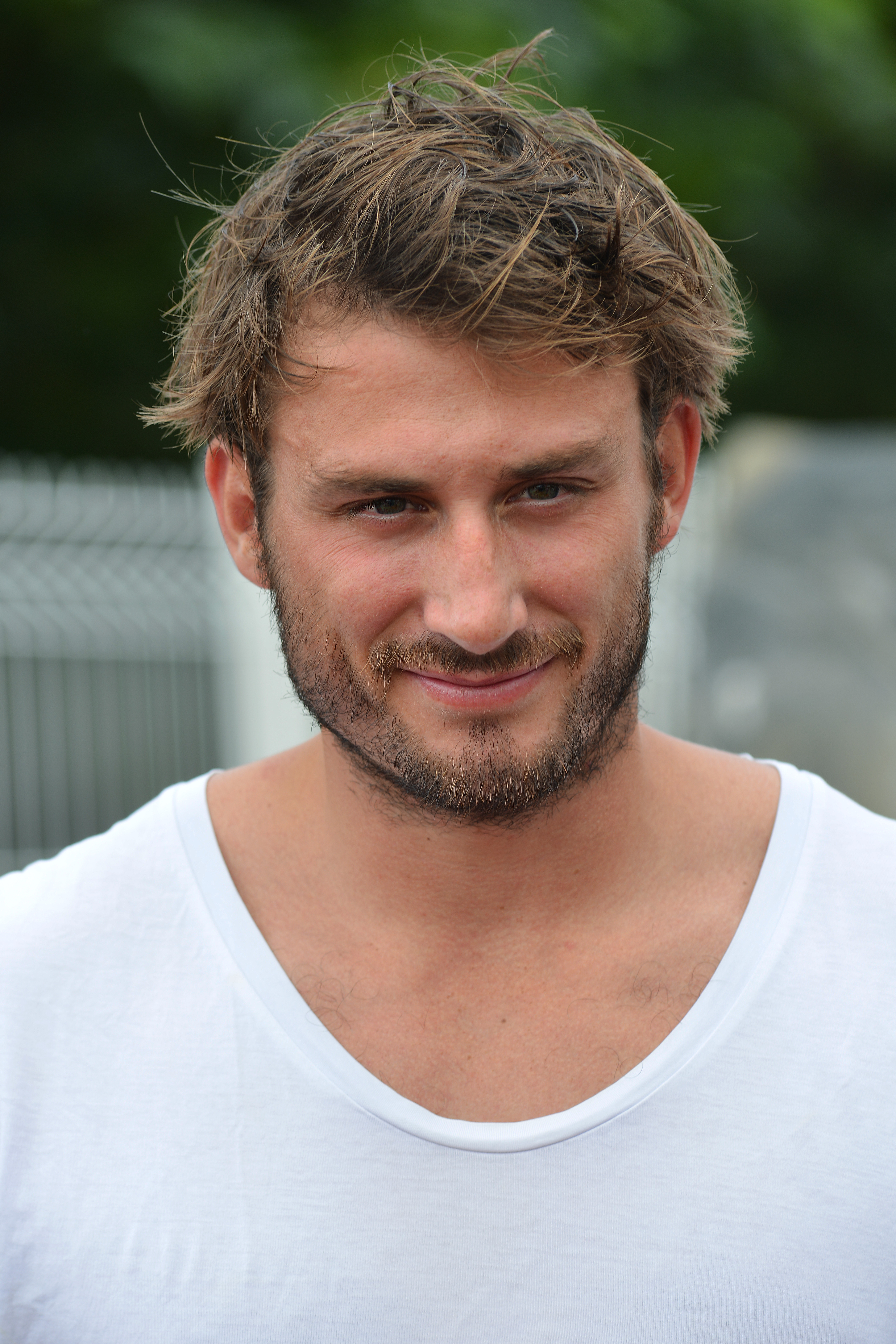
Maxime Médard

| Rang | Joueur               | Poste                | Essais |
| ---- | -------------------- | -------------------- | ------ |
| 1    | Yoann Huget          | Ailier               | 10     |
| 2    | Cheslin Kolbe        | Arrière              | 9      |
| 3    | Maxime Médard        | Arrière              | 8      |
| 4    | Gaël Fickou          | Centre               | 6      |
| -    | Zack Holmes          | Demi d'ouverture     | 6      |
| -    | Thomas Ramos         | Arrière              | 6      |
| 7    | Antoine Dupont       | Demi de mêlée        | 4      |
| 8    | Sébastien Bézy       | Demi de mêlée        | 3      |
| -    | Iosefa Tekori        | Deuxième ligne       | 3      |
| 10   | François Cros        | Troisième ligne aile | 2      |
| -    | Piula Faasalele      | Troisième ligne aile | 2      |
| -    | Wandile Mjekevu      | Ailier               | 2      |
| 13   | Dorian Aldegheri     | Pilier               | 1      |
| -    | Cyril Baille         | Pilier               | 1      |
| -    | Yann David           | Centre               | 1      |
| -    | Leonardo Ghiraldini  | Talonneur            | 1      |
| -    | Sofiane Guitoune     | Ailier               | 1      |
| -    | Semi Kunatani        | Troisième ligne aile | 1      |
| -    | Louis-Benoît Madaule | Troisième ligne aile | 1      |
| -    | Yoann Maestri        | Deuxième ligne       | 1      |
| -    | Julien Marchand      | Talonneur            | 1      |
| -    | Jarrod Poï           | Centre               | 1      |
| -    | Maks van Dyk         | Pilier               | 1      |

- Plus 4 essais de pénalité.

### En Challenge européen

#### Meilleur réalisateur

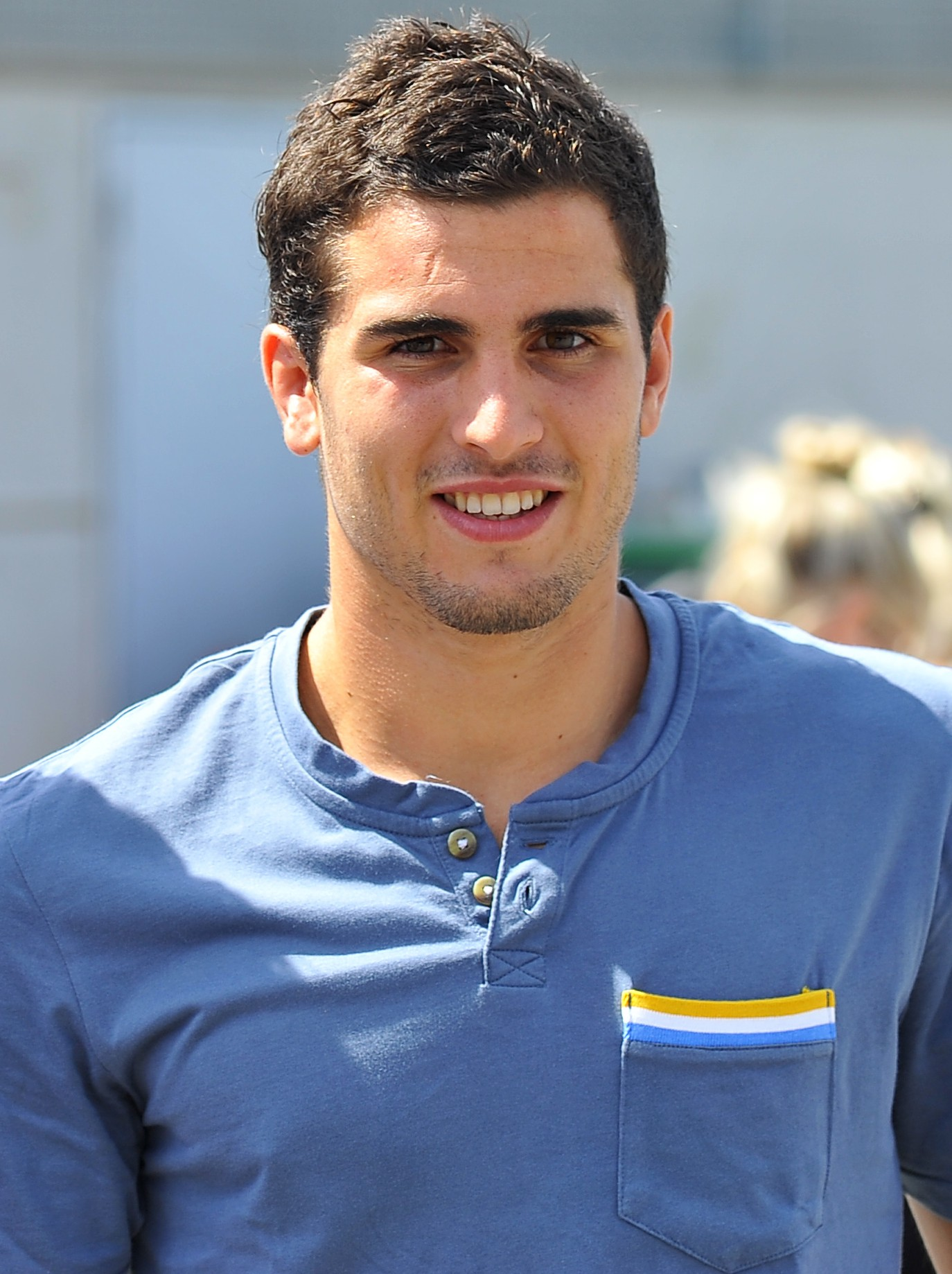
Sébastien Bézy
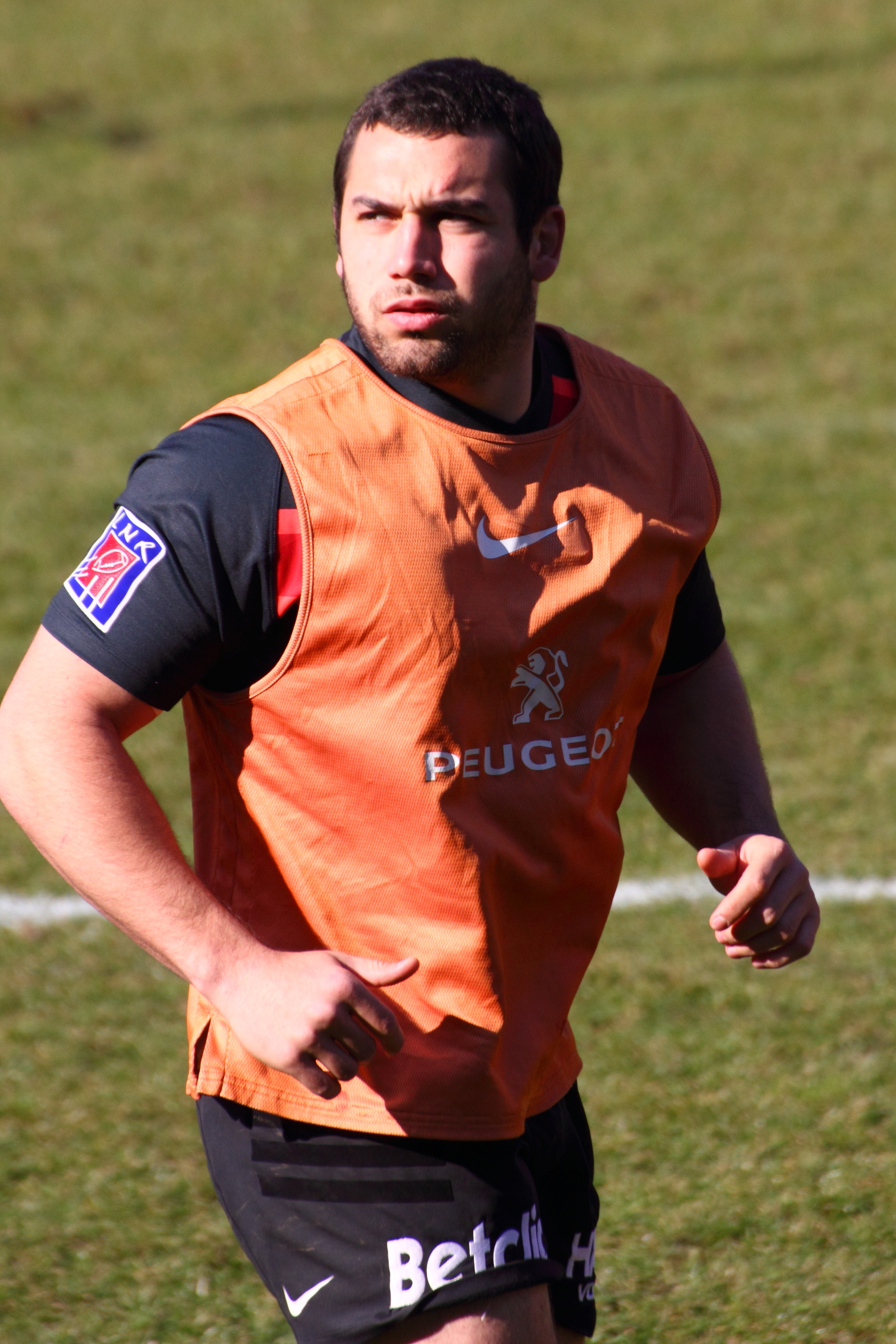
Jean-Marc Doussain
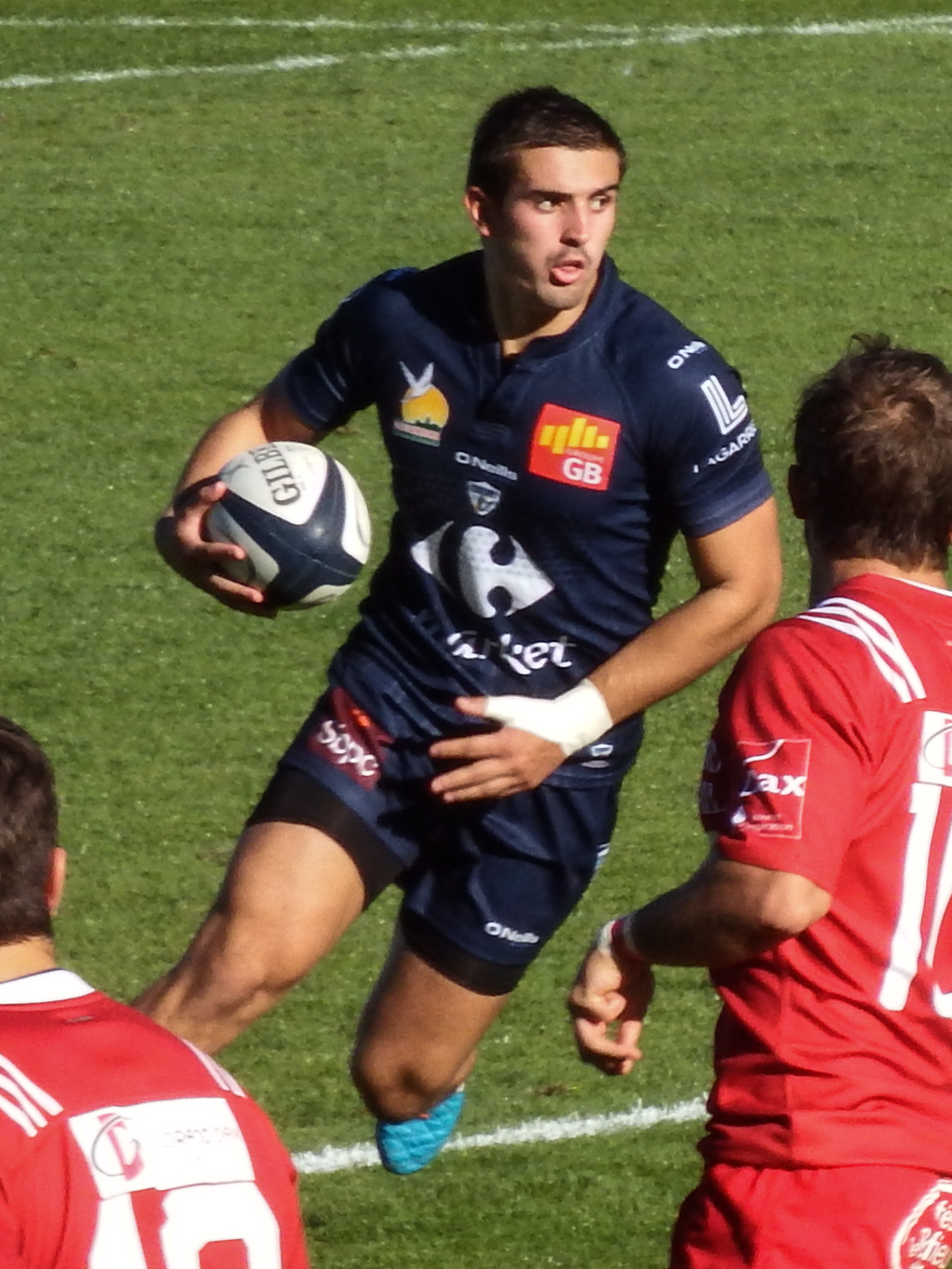
Thomas Ramos

| Rang | Joueur             | Poste            | Points | Essais | Transf. | Pén. | Drops |
| ---- | ------------------ | ---------------- | ------ | ------ | ------- | ---- | ----- |
| 1    | Sébastien Bézy     | Demi de mêlée    | 20     | 1      | 3       | 3    | 0     |
| 2    | Romain Ntamack     | Demi d'ouverture | 19     | 1      | 4       | 2    | 0     |
| 3    | Jean-Marc Doussain | Demi d'ouverture | 10     | 0      | 2       | 2    | 0     |
| 4    | Thomas Ramos       | Arrière          | 8      | 0      | 1       | 0    | 2     |

#### Meilleur marqueur

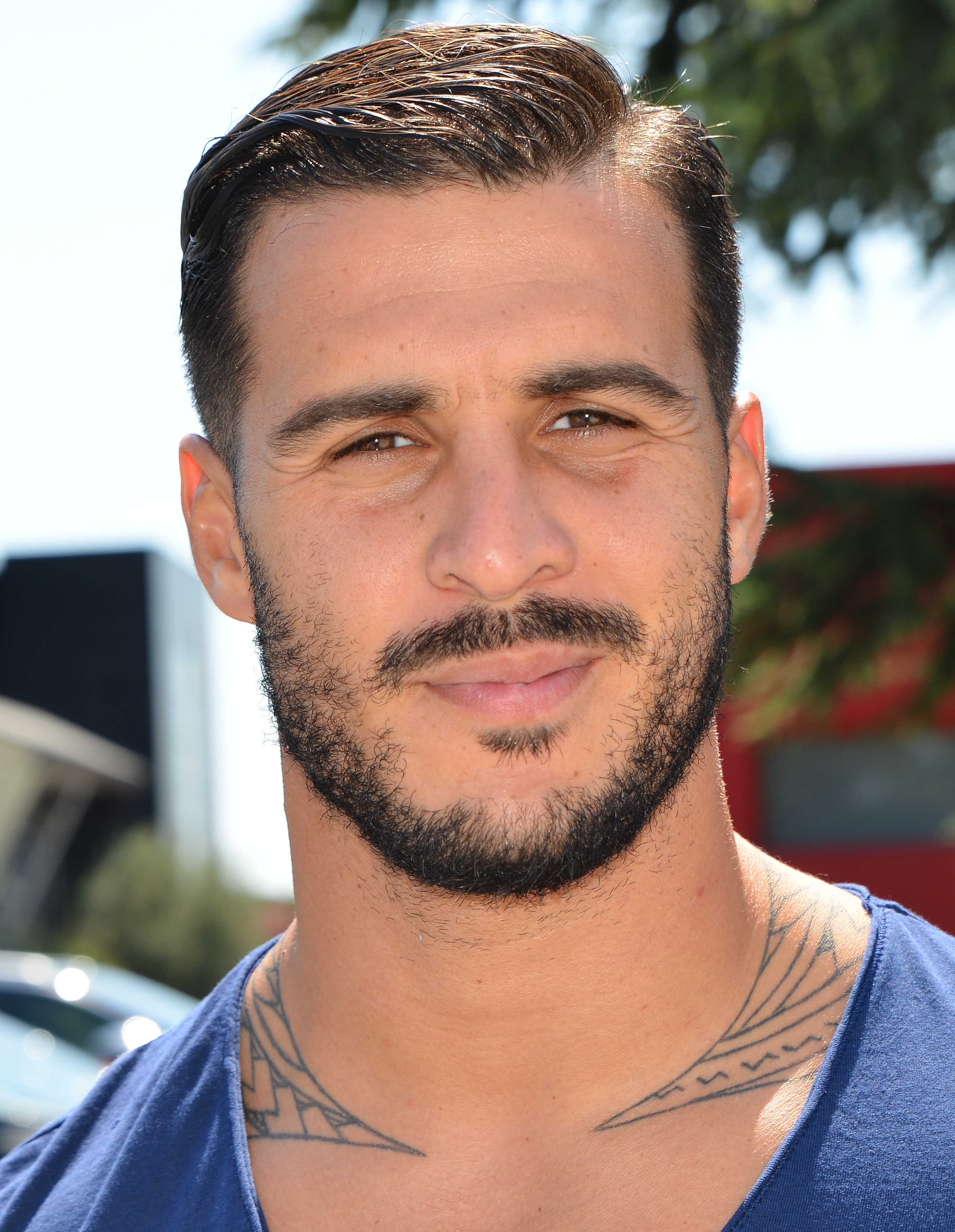
Sofiane Guitoune
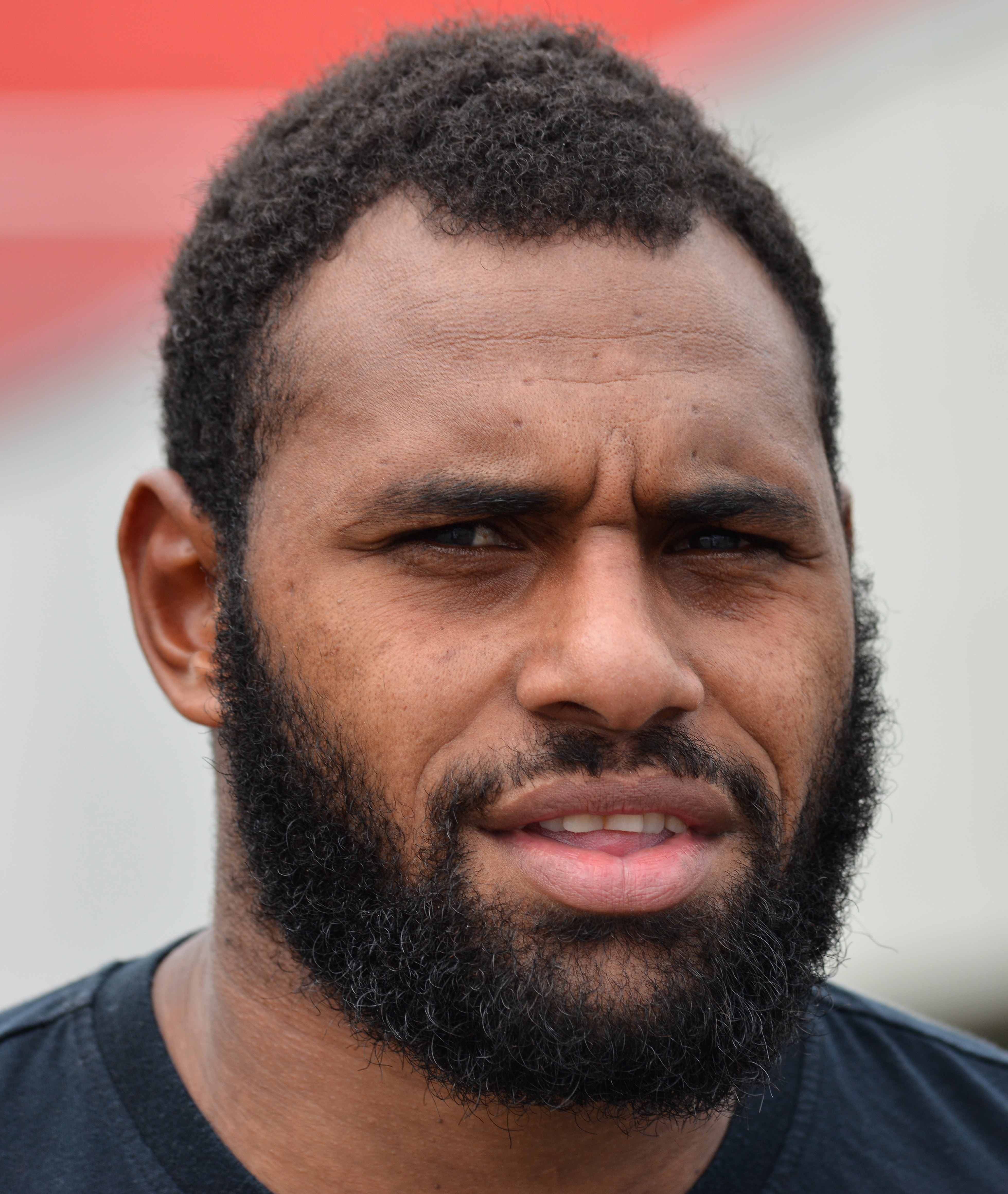
Semi Kunatani

| Rang | Joueur           | Poste                | Essais |
| ---- | ---------------- | -------------------- | ------ |
| 1    | Sofiane Guitoune | Ailier               | 2      |
| -    | Semi Kunatani    | Troisième ligne aile | 2      |
| -    | Wandile Mjekevu  | Ailier               | 2      |
| 4    | Sébastien Bézy   | Demi de mêlée        | 1      |
| -    | Cheslin Kolbe    | Arrière              | 1      |
| -    | Antoine Dupont   | Demi de mêlée        | 1      |
| -    | Yoann Huget      | Ailier               | 1      |
| -    | Romain Ntamack   | Demi d'ouverture     | 1      |
| -    | Julien Marchand  | Talonneur            | 1      |
| -    | David Roumieu    | Talonneur            | 1      |
| -    | Maks van Dyk     | Pilier               | 1      |

## Sélections internationales

### Liste Groupe France
Sept joueurs du Stade toulousain font partie de la liste Groupe France de 45 joueurs annoncée par Guy Novès en début de saison :
- Cyril Baille
- Jean-Marc Doussain
- Antoine Dupont
- Gaël Fickou
- Yoann Huget
- Yoann Maestri
- Romain Ntamack

### Matchs internationaux de rugby à XV
| Joueur              | Poste                | Pays   | Compétition             | Sélections (points) |
| ------------------- | -------------------- | ------ | ----------------------- | ------------------- |
| Richie Gray         | Deuxième ligne       | Écosse | Six Nations             | 1 (0)               |
| Semi Kunatani       | Troisième ligne aile | Fidji  | Test match              | 3 (5)               |
| Cyril Baille        | Pilier               | France | Test match              | 2 (0)               |
| Antoine Dupont      | Demi de mêlée        | France | Test match, Six Nations | 4 (0)               |
| Yoann Huget         | Ailier               | France | Test match              | 2 (0)               |
| Gaël Fickou         | Centre               | France | Six Nations, test match | 5 (5)               |
| Yoann Maestri       | Deuxième ligne       | France | Test match              | 2 (0)               |
| Maxime Médard       | Arrière              | France | Tets match              | 2 (0)               |
| Leonardo Ghiraldini | Talonneur            | Italie | Test match, Six Nations | 10 (5)              |
| Piula Faasalele     | Troisième ligne aile | Samoa  | Test match, Pacific Cup | 5 (10)              |
| Paul Perez          | Ailier               | Samoa  | Test match, Pacific Cup | 5 (0)               |
| Iosefa Tekori       | Deuxième ligne       | Samoa  | Pacific Cup             | 2 (0)               |

- Lucas Pointud et Yoann Maestri participent à une rencontre contre la Nouvelle-Zélande le mardi 14 novembre 2017. Deux équipes remaniées s'affrontent et le match n'est pas considéré comme une sélection internationale. Maestri est nommé capitaine d'équipe à cette occasion.

### En rugby à sept
- Semi Kunatani et Paul Perez participent à l'épreuve de rugby à sept des Jeux du Commonwealth, respectivement pour les Fidji et pour les Samoa, remportée par les premiers nommés. Kunatani participe et remporte également le tournoi de Hong Kong.
- Semi Kunatani dispute et remporte le tournoi de France de rugby à sept 2018 avec les Fidji. Enfin, il participe à la coupe du monde de rugby à sept en juillet.

### Barbarians
- Thomas Ramos, Romain Ntamack et Florian Verhaeghe disputent une rencontre, le 10 novembre 2017 avec les Barbarians français contre les Maoris de Nouvelle-Zélande. Ramos inscrit 3 points et Romain Ntamack 6.
- Iosefa Tekori dispute une rencontre avec les Barbarians face à l'Angleterre en mai 2018.
- Julien Marchand, Dorian Aldegheri, Florian Verhaeghe, Jean-Marc Doussain et François Cros (nommé capitaine) disputent un match en juin 2018 avec les Barbarians français face aux Crusaders. Marchand inscrit un essai. La semaine suivante, Verhaeghe et Doussain (capitaine) sont titulaires face aux Highlanders. Cros et Marchand rentrent en cours de match.

### Moins de 20 ans
- Six espoirs du Stade toulousain remportent en juin le championnat du monde des moins de 20 ans : Romain Ntamack, Daniel Brennan, Matthis Lebel, Lucas Tauzin et Maxime Marty.

## Récompenses individuelles
- Nuit du rugby :
  - Prix du fair-play : Talalelei Gray